# بادن پاول (بازیکن فوتبال)
بادن پاول (انگلیسی: Baden Powell; ۱۷ ژوئن ۱۹۳۱ – ژانویه ۲۰۱۴ (۸۲ ساله)) بازیکن فوتبال اهل بریتانیا بود.
از باشگاه‌هایی که در آن بازی کرده‌است می‌توان به باشگاه فوتبال دارلینگتون و باشگاه فوتبال ساوت شیلدز اشاره کرد.